# قاعيات

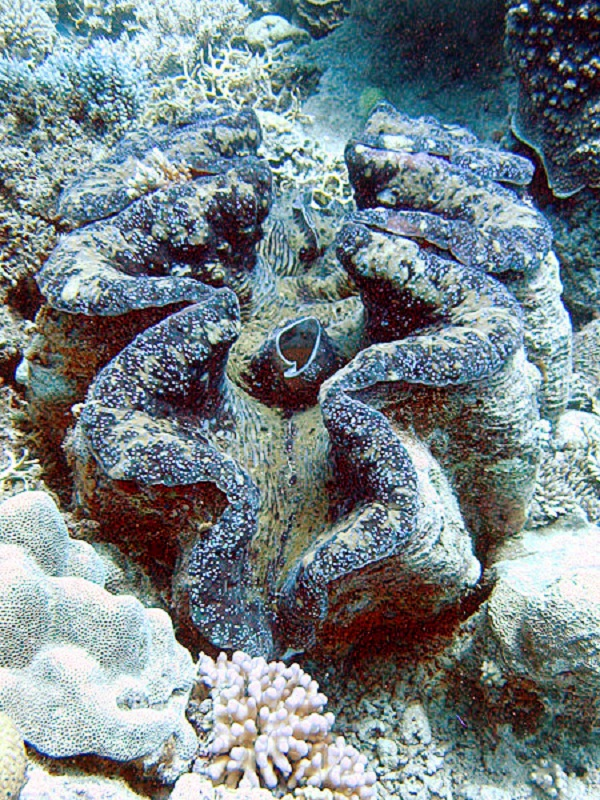
محار عملاق

القاعيات أو أحياء القاع أو كائنات القاع بالمياه هي نباتات وحيوانات تعيش في قاع البحر أو قربه.

## اقرأ أيضاً
- العوالق
- السوابح
- الطافيات
- السابحات